# Kavudavadi, Chamarajanagar
Kavudavadi là một làng thuộc tehsil Chamarajanagar, huyện Chamarajanagar, bang Karnataka, Ấn Độ.